# Orchestre de l'Opéra national de Paris
L'Orchestre de l'Opéra national de Paris è un'orchestra sinfonica francese fondata nel 1672. Dall'apertura dell'Opéra Bastille, nel 1989, l’orchestra è stata ribattezzata Orchestre de l'Opéra Bastille.

## Storia
Nel 1672 venne fondata la Parisian opera e la sua orchestra da Jean-Baptiste Lully. Negli anni 1670, l'orchestra sotto la sua direzione suonò una prima esecuzione e da 1 a 2 riprese di opere per stagione. Nel XVIII secolo l'orchestra suonò da 2 a 8 prime e una dozzina di produzioni diverse per stagione. Nel caso delle riprese, le composizioni venivano spesso modificate perché le opere non erano protette dal diritto d'autore. Nel 1752, ebbero luogo le esibizioni di una compagnia straniera: les Bouffons. Nel 1774, per la prima volta, fu presentata un'opera straniera in una traduzione francese: Orfeo ed Euridice di Gluck. 
Nel XIX secolo vennero eseguite molte composizioni di musicisti stranieri. Lo Stato determinava il numero di versioni ed esercitava la censura. Venivano eseguite da 1 a 7 prime e 30 produzioni per stagione. Nel 1870 la compagnia si trasferì nel nuovo Palazzo dell'Opera, oggi Palais Garnier. Nel XX secolo si prestava maggiore attenzione alle opere straniere, sempre più spesso eseguite in lingua originale, da compagnie e musicisti stranieri. Venne riscoperto il repertorio della musica barocca, ma adattato all'orchestra moderna. Nel 1987 l'orchestra ha eseguito per la prima volta su strumenti d'epoca l'opera Giulio Cesare di Händel, diretta da Jean-Claude Malgoire. Dieci anni dopo, l'orchestra ha suonato da 1 a 12 prime e 30 produzioni per stagione sotto gli auspici dell'Opéra de Paris.
Dal 1870 in poi l'orchestra si trasferì al Palais Garnier, l'antica Opéra, e dalla sua apertura, nel 1989, all'Opéra Bastille, entrambe sedi dell'Opéra de Paris. Nel 2011 l'orchestra era costituita da 174 musicisti.
Molti suoi orchestrali hanno insegnato al Conservatoire de Paris, come ad esempio Pierre Thibaud (tromba), Pierre Pierlot (oboe), Maurice Allard (fagotto), oltre a Guy Delpus e Pierre Doukan.
Nelle stagioni 2009 – 2013, il giovane direttore d'orchestra dell'opera, Philippe Jordan, ha eseguito le quattro opere de L'anello del Nibelungo di Wagner, per la cui esecuzione è stata ampliata la formazione orchestrale; in occasione del 200º dalla nascita di Wagner, sono state riproposte le quattro parti del cosiddetto Festival du Ring dal 18 al 26 giugno 2013. In questa occasione, Linda Watson, che ha interpretato il ruolo di Brünnhilde, è stata nominata nel consiglio francese della Legion d'onore il 23 giugno dello stesso anno.

## Direttori musicali
- Chung Myung-whun (1989 – 1994)
- James Conlon (1996 – 2004)
- Philippe Jordan (2009 – presente)